# Annelies Argelander
Annelies Argelander (geboren 23. Mai 1896 in Weißenburg/Elsass, Deutsches Reich; gestorben 27. Oktober 1980 in den USA) war eine deutsch-amerikanische Psychologin und Professorin für Psychologie.

## Werdegang
Annelies Argelander war eine Tochter des Wilhelm Argelander und der Luise Schärff. Sie studierte die Fächer Staatswissenschaften, Philosophie und Psychologie ab 1915 an der Handelshochschule Berlin, der Universität Berlin und beendete das Studium 1919 in Heidelberg. 1919 promovierte sie an der Universität Heidelberg auf den Gebieten Volkswirtschaft, Staatslehre und Handelsrecht mit ihrer Dissertationsschrift „Die Entwicklung des Eisenpreises in Deutschland, England und USA während des Krieges“. Im April 1920 wurde sie Assistentin von Wilhelm Peters am Institut für Psychologie und Pädagogik an der Handelshochschule Mannheim. Gemeinsam mit ihm wechselte sie im Oktober 1923 nach Jena und wurde an der Psychologischen Anstalt der Universität Jena seine Assistentin. Im Jahr 1927 habilitierte sie sich an der mathematisch-naturwissenschaftlichen Fakultät mit ihrer Arbeit „Das Farbenhören und der synästhetische Faktor der Wahrnehmung“. Nachdem Peters 1933 als "Nichtarier" entlassen worden war, wurde Argelander von seinem Nachfolger zunehmend ausgegrenzt. 1937 wurde sie nach längerer Beurlaubung aufgrund des Berufsbeamtengesetzes (§ 6) in den Ruhestand versetzt.
1939 emigrierte sie nach Polen und dann in die USA. 1941 heiratete sie den Neuropsychologen Jerzy Edwin Rose (1909–1992) und erhielt 1943 die amerikanische Staatsbürgerschaft. Zuletzt war sie ordentliche Professorin am Goucher College, Towson (Maryland).

## Forschung
Argelanders Forschungsschwerpunkte lagen in den Gebieten der Wahrnehmungs-, Entwicklungs- und Arbeitspsychologie. Sie führte empirische Untersuchungen durch, verfasste aber auch zusammenfassende Forschungsarbeiten, über schichtenspezifische Sprachprobleme. Sie kritisierte hierbei vor allem biologisch-deterministische Sichtweisen zur Sprachentwicklung bei Kindern und hob den Einfluss der Umwelt auf die geistige Entwicklung von Kindern in den Mittelpunkt der Betrachtung.

## Schriften (Auswahl)
- Die Entwicklung der Eisenpreise in Deutschland, England und den Vereinigten Staaten während des Krieges. Düsseldorf: Stahleisen, 1919 Heidelberg, Univ., Diss., 1919
- Annelies Argelander, Ilse Weitsch: Aus dem Seelenleben verwahrloster Mädchen auf Grund ihrer Tagebuchaufzeichnungen. Jena: Fischer, 1933
- Methoden der Kinderpsychologie und der pädagogischen Psychologie, in: Handbuch der biologischen Arbeitsmethoden, Abr. VI, Methoden der experimentellen Psychologie, 1935, S. 1114–1264